# Сага за Торстейн Белия
Сага за Торстейн Белия (на исландски: Þorsteins saga hvita) е исландска сага, възникнала на основата на по-ранни устни предания. Събитията в нея са се случили в началото и средата на X век в Североизточна Исландия. Текстът на сагата се е съхранил до наши дни в два ръкописа от XVII в. За първи път „Сага за Торстейн Белия“ е била отпечатана в Копенхаген през 1848 г.

## Сюжет
Сагата разказва за съдбата на Торстейн Белия, норвежец, който се преселил в Исландия, в залива Вопнафьордюр (на исл. Vopnafjörður буквално означава „Фиордът на оръжията“). След като се установил там, му се родили трима сина, от които най-малкият, Торгилс, бил най-способният. Понеже Торстейн Белия загубил зрението си, той предал управлението на земите си на Торгилс и разчитал за всичко на него. По съвет на баща си Торгилс се оженил за красивата Асвьор и им се родил син Хелги, който е главен герой в друга известна исландска сага – Сага за хората от Вопнафьордюр. Но тук, в „Сага за Торстейн Белия“, Хелги се споменава рядко, а основно става дума за гибелта на баща му Торгилс.
Асвьор, съпругата на Торгилс, имала брат на име Ейнар, когото не обичали много заради неприветливия му характер. Ейнар поискал да стане побратим с Торстейн Красивия, исландец с много достойнства, който търгувал по море и вече бил натрупал добро състояние. Торстейн Красивия се съгласил да сключат договор и му продал половината от кораба си, но изказал съмнение в успешността на тяхната обща работа заради характера на Ейнар. И действително, въпреки че Торстейн правел всичко възможно да помага на Ейнар и се отнасял към него с уважение, Ейнар му нанесъл голямо оскърбление. Когато по време на едно тяхно плаване Торстейн се разболял, Ейнар започнал да му се надсмива. След като пристигнали в Норвегия, станало ясно, че Торстейн не може да продължи заради болестта си затова наели стая. Цяла зима Торстейн Красивия прекарал на легло, а Ейнар издевателствал над него, а през пролетта поискал да разделят имуществото си като за себе си поискал кораба, за да се върне в Исландия. Торстейн се съгласил.
При пристигането си на исландска земя Ейнар разпространил всевъзможни хули по адрес на Торстейн и обявил, че той едва ли някога ще се върне, защото е на прага на смъртта. Макар и с доста усилия, но успял да убеди бащата на годеницата на Торстейн (която се казвала Хелга) да му я даде за жена, защото, както той твърдял, те повече никога нямало да видят Торстейн.
Но на следващата година Торстейн се почувствал по-добре, екипирал един кораб и се върнал в Исландия. Той отишъл право в дома на Ейнар и поискал той да го възмезди за обидата, която му нанесъл, но Ейнар отказал. Тогава Торстейн го пронизал с копие на прага на дома му и си тръгнал. Според обичая на Торгилс, сина на Торстейн Белия, се падало задължението да отмъсти кръвно за смъртта на Ейнар, тъй като той му бил шурей. И макар че Торгилс добре разбирал колко зле бил постъпил Ейнар, дългът си бил дълг. Така Торгилс убил двамата братя на Торстейн Красивия, но сам загинал в боя. А междувременно самият Торстейн Красивия бил обявен извън закона от Тинга (народното събрание на Исландия) и следващите пет години прекарал в чужбина. Когато се върнал, отишъл в дома на Торстейн Белия и му предложил да сложат край на враждата като той бил готов да даде богат откуп за смъртта на Торгилс. Старият и сляп Торстейн Белия отговорил, че животът на сина му не се измерва в пари, но се съгласил да се помирят, ако Торстейн Красивия остане в имението му да го управлява от негово име толкова дълго, колкото той прецени. Торстейн Красивия се съгласил. Той намерил и Хелга, своята бивша годеница, която му бил откраднал Ейнар, и се оженил за нея.
След осем години един ден Торстейн Белия повикал при себе си Торстейн Красивия и му казал: „През тези години ти стопанисва добре моите земи и аз се убедих, че си достоен човек. Но Хелги, синът на Торгилс, вече порастна и започва да те гледа изпод вежди. Затова послушай моя съвет, вземи жена си и цялото си имущество, и се премести извън Исландия, за да не стават повече разпри.“
Торстейн Красивия се съгласил с него, купил два кораба, на които натоварил имуществото си, и се изселил в Халогаланд в Норвегия. Там той живял до края на дните си и се прославил като достоен човек.